# Giro di Lombardia 1983
Il Giro di Lombardia 1983, settantasettesima edizione della corsa, fu disputata il 15 ottobre 1983, per un percorso totale di 253 km. Fu vinta dall'irlandese Sean Kelly, giunto al traguardo con il tempo di 6h27'36" alla media di 39,164 km/h.
Presero il via da Brescia 151 ciclisti, 46 di essi portarono a termine la gara.

## Ordine d'arrivo (Top 10)
| Pos. | Corridore          | Squadra        | Tempo   |
| ---- | ------------------ | -------------- | ------- |
| 1    | Sean Kelly         | Sem-France     | 6h27'36 |
| 2    | Greg LeMond        | Renault-Elf    | s.t.    |
| 3    | Adrie van der Poel | Jacky Aernoudt | s.t.    |
| 4    | Hennie Kuiper      | Jacky Aernoudt | s.t.    |
| 5    | Francesco Moser    | Gis Gelati     | s.t.    |
| 6    | Gilbert Glaus      | Cilo-Aufina    | s.t.    |
| 7    | Antonio Ferretti   | Cilo-Aufina    | s.t.    |
| 8    | Phil Anderson      | Peugeot        | s.t.    |
| 9    | Silvano Contini    | Bianchi        | s.t.    |
| 10   | Alfredo Chinetti   | Inoxpran       | s.t.    |